# Lidwall & Söner

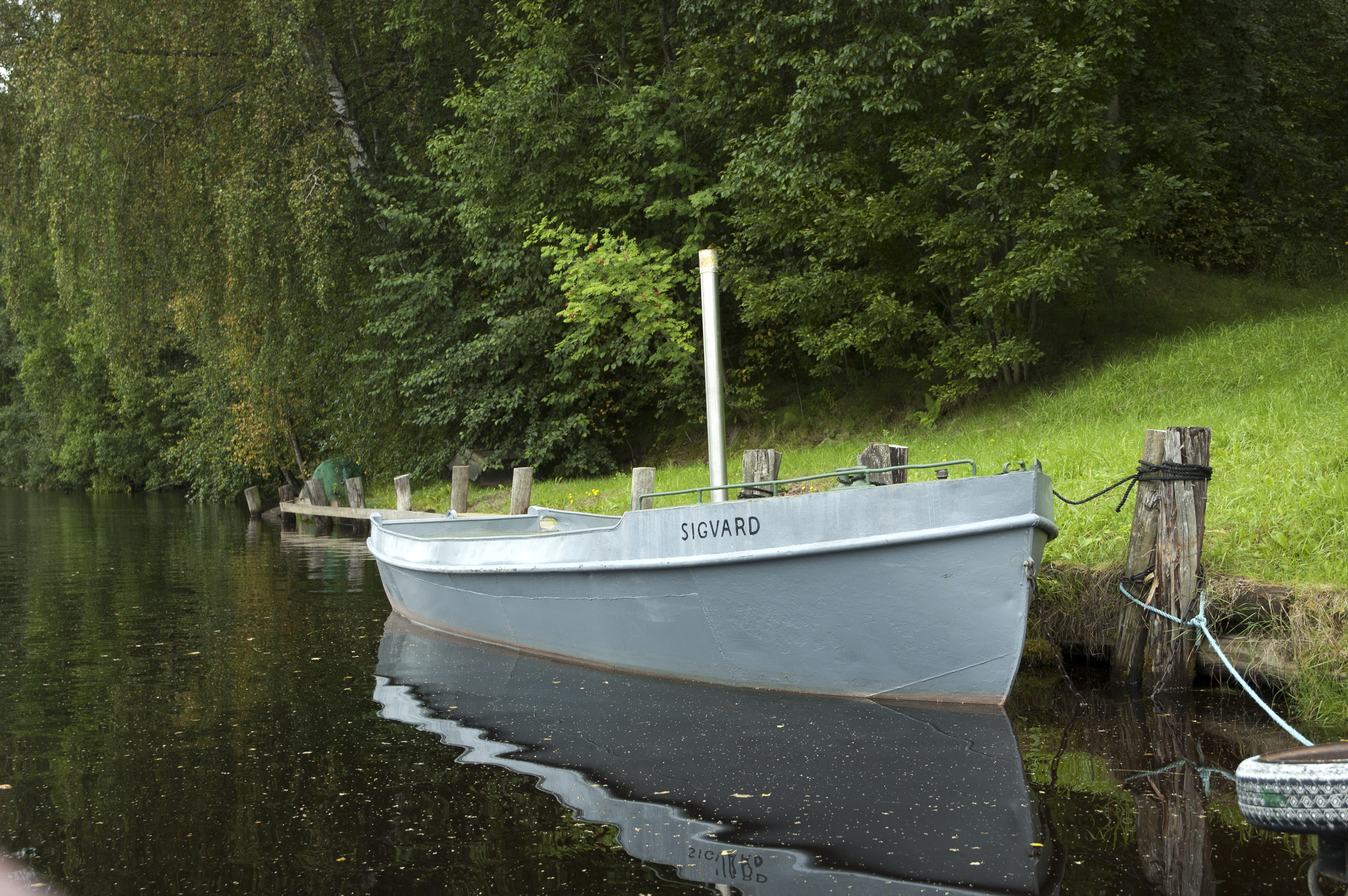
Motorvarpbåten Sigvard

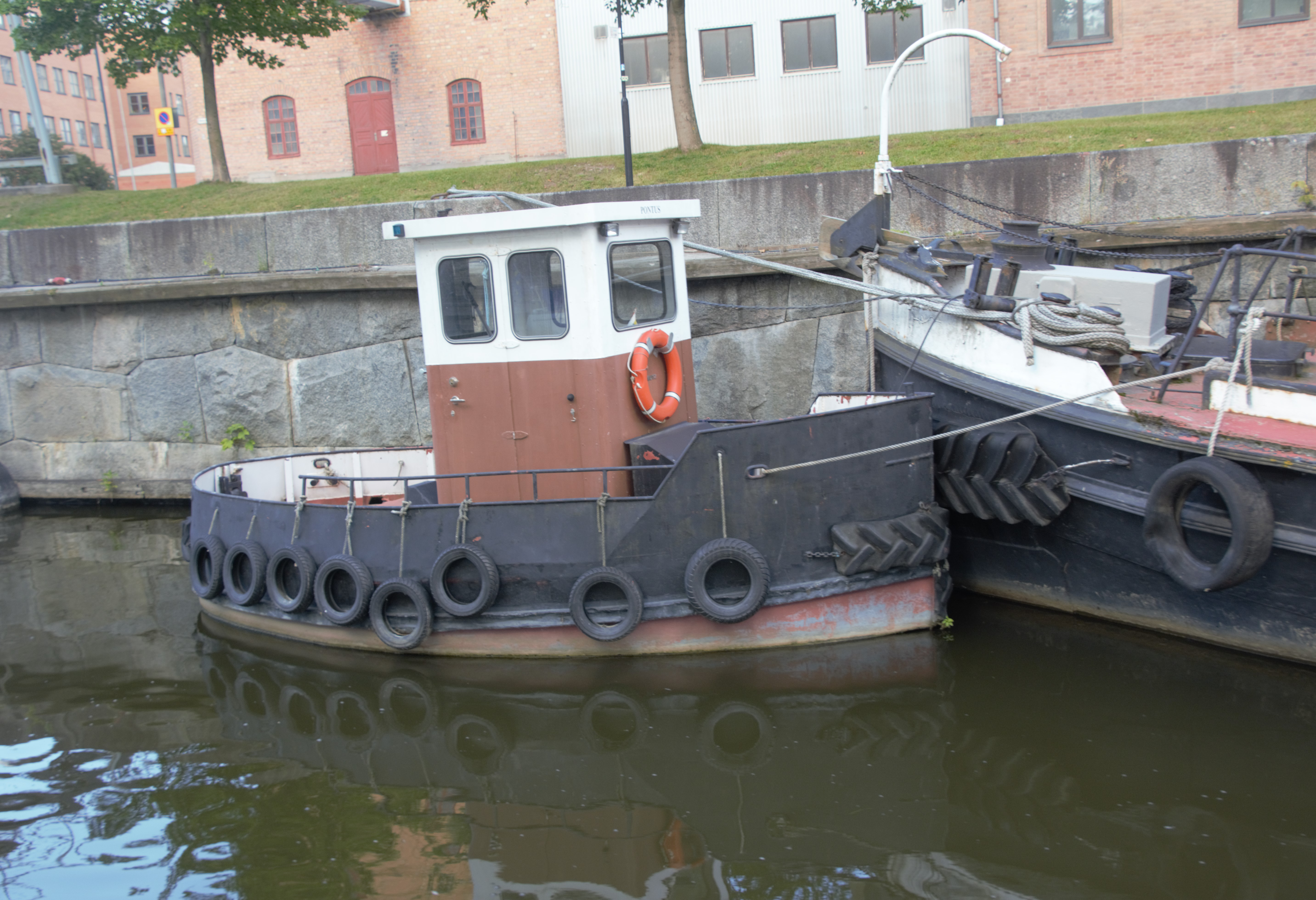
Bogserbåten Pontus

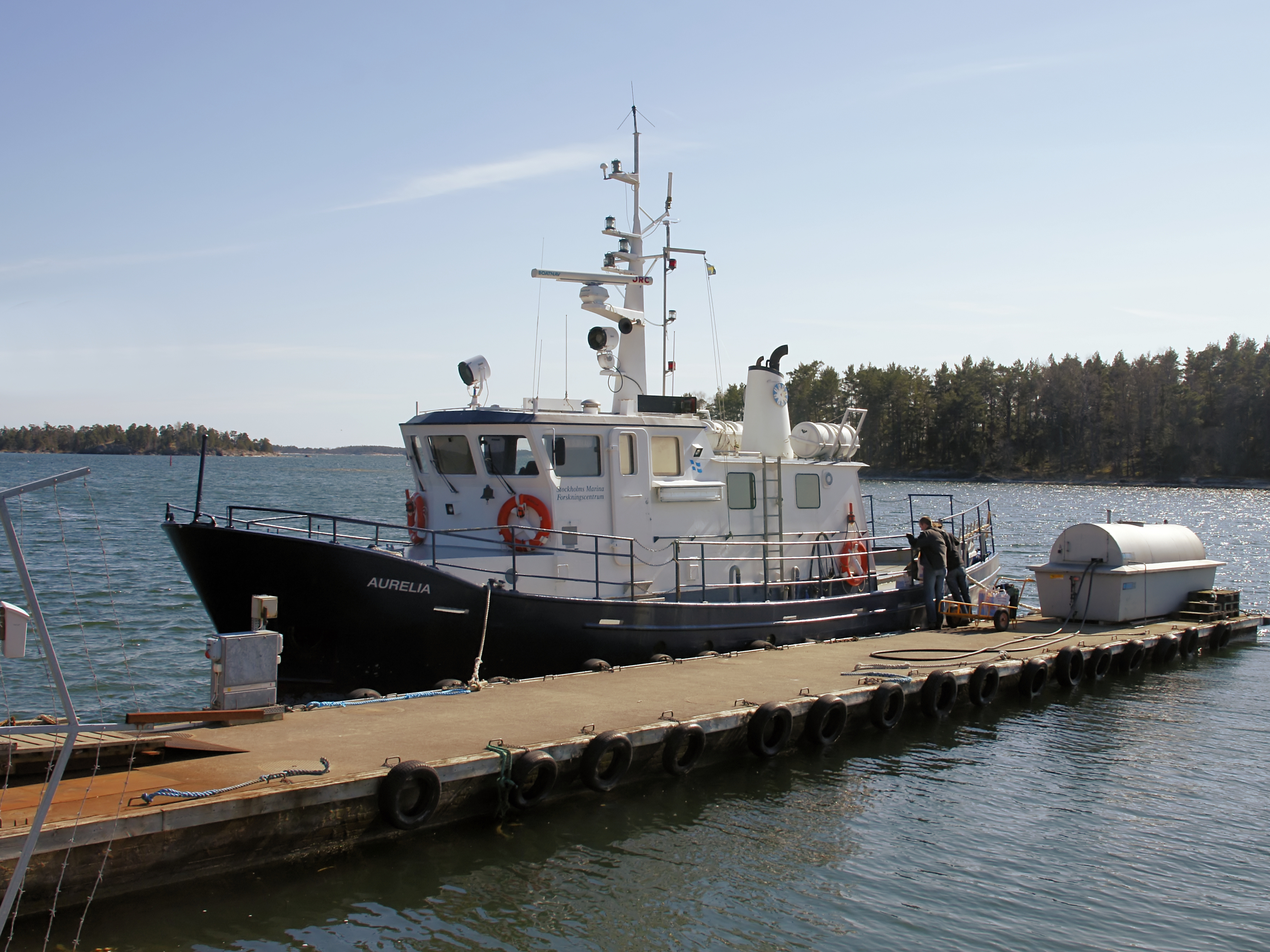
R/V Aurelia, 2009

Lidwall & Söner AB i Leksand var ett varv och en mekanisk verkstad i Leksand.
Företaget grundades 1943 i Övermo i Leksands kommun av Erik Lidwall (1880 -? ) och hans fem söner Sigvard, Sven-Helmer, Gunnar, Martin och Gösta (1917 - 2013). Erik Lidwall var då 63 och hade hela sitt liv arbetat med flottning i Dalarna och tillverkning och underhåll av båtar och annan utrustning för flottning. Han hade bland annat från 1916 varit verkmästare på Dalelfvarnes Flottnings Förenings varv i Övermo. 
Lidwall & Söner tillverkade mekanisk utrustning av olika slag, främst för timmerhantering, inklusive 802 båtar mellan 1945 och 1986.
De första två båtarna beställdes 1945, och var två varpbåtar för Hellefors Bruks AB. Den sist tillverkade båten levererades i januari 1987 till Kindasågen i Kisa. Den var en så kallad traktorbåt, som hanterade sjölagrat timmer, en arbetsbåt försedd med en hydrauliskt höj- och sänkbar gaffel. 

## Ägarskap
Familjen Lidwall sålde företaget 1966 till AB Borlänge verkstäder. Gösta och Sigvard Lidwall fortsatte att arbeta i företaget och köpte tillbaka det året därpå. De sålde det en andra gång 1969 till 1969 Henning Knutz och Gunnar Park, medan yngste sonen Gösta Lidwall stannade kvar som anställd båtkonstruktör. Företaget drevs under namnet Lidwalls Verkstads AB och såldes vidare 1975 till Market Partners Utveckling AB i Stockholm, som styckade upp det i olika företag. En rekonstruktion följde 1977. Efter flera ägarbyten och en ny konkurs 1980 tillverkas den sista båten 1987. 
Företaget drivs fortfarande av Swans Mekaniska i Gagnef.

## Byggda båtar i urval
- 1950 nr 85 S/S Nirvana, ursprungligen motorvarpbåt
- 1955 nr 254 Sigvard, öppen varpmotorbåt till Skogstorps Sågverk, numera k-märkt
- 1967 nr 603 Siljan II, numera Skallö, till Dalälvarnas Flottningsförening,  företagets största fartyg, 18,5 meter långt
- 1961 nr 459 Motorkryssanen Diana, ritad av Jac Iversen, beställd av Torsten Kreuger och levererad till Torsten Kreugers son Sten Kreuger[1]
- 1961 nr 497 Bogserbåten Pontus som Preja 8 till Klarälvens flottningsförening
- 1969 nr 639 Passagerarbåten Plaskus i Nora
- 1971 nr 668 Fritidsbåten Drott, 11,5 meter, byggd på ett bogserbåtsskrov ritat av Jac Iversen
- 1973 nr 682  Forskningsfartyget Aurelia för Stockholms universitets Askölaboratoriet
- 1979 nr 786 Lotsbåt F 34 Klippan, åren 1983-2001, som Räddningsbåten Monica Rydberg, först vid Räddningsstation Fjällbacka och sedan i Mölle/Höganäs, Torekov och Hovås.